# Список подводных лодок военно-морского флота Австро-Венгрии
Подводные лодки военно-морского флота Австро-Венгрии, построенные на верфях Австро-Венгрии или официально закупленные за рубежом, приводятся в данном списке. Все эти подлодки участвовали так или иначе в боевых действиях Первой мировой войны. В списке не приводятся подводные лодки ВМС Германской империи, которые специально поднимали австро-венгерский флаг и вели боевые действия под чужим флагом в Средиземном море до и после официального вступления Италии в войну против Германии.

## Легенда таблицы
- † = Погибла в бою
- ? = Пропала без вести
- § = Захвачена противником

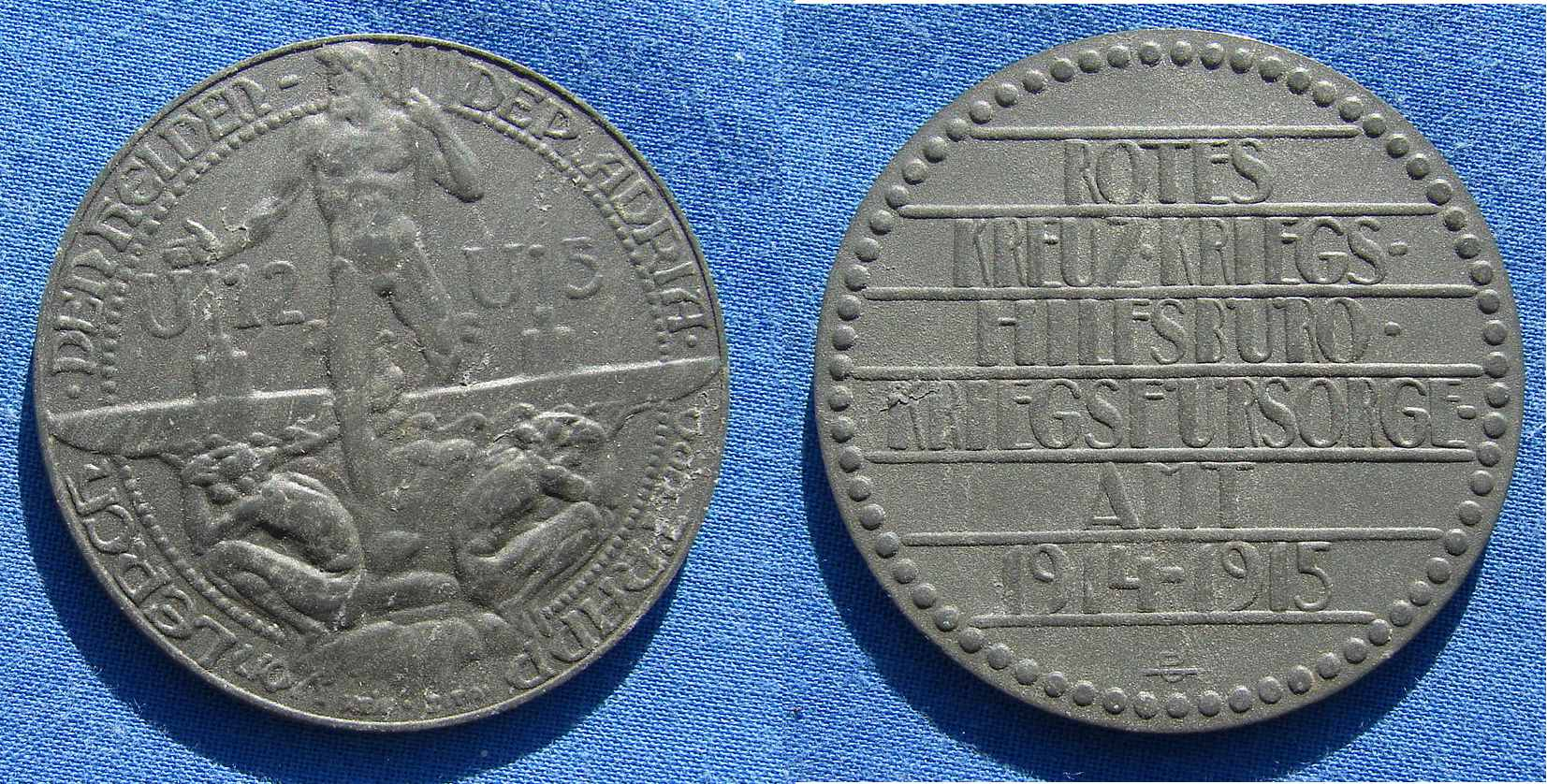
Медаль Австрийского красного креста с изображениями U-5 и U-12

- × = Затонула в результате несчастного случая
- A = Мирно выведена из состава флота (пущена на слом, разобрана или утилизирована)

| Имя  | Класс         | Спущен на воду  | Выведен из состава флота | Судьба |
| ---- | ------------- | --------------- | ------------------------ | --- |
| U-1  | U-1           | 1911            | § 1919                   | Интернирована в Поле (Италия), передана Италии и пущена на слом                                                                             |
| U-2  | U-1           | 1910            | § 1919                   | Интернирована в Поле (Италия), передана Италии и пущена на слом                                                                             |
| U-3  | U-3           | 1909            | † 13 августа 1915        | Потоплена французским эсминцем «Биссон» (фр. Bisson) у берегов Черногории                                                                   |
| U-4  | U-3           | 1909            | § 1919                   | Интернирована в Фиуме (Италия), передана Италии и пущена на слом                                                                            |
| U-5  | U-5           | 1910            | § 1919                   | Интернирована в Венеции (Италия) и пущена на слом                                                                                           |
| U-6  | U-5           | 1910            | † 13 мая 1916            | Попала в противоторпедную сеть и там потоплена                                                                                              |
| U-10 | U-10          | 1915            | A 9 июля 1918            | Переоборудована в постановщик мин |
| U-11 | U-10          | 1915            | § 1919                   | Интернирована в Фиуме (Италия), передана Италии и пущена на слом                                                                            |
| U-12 | U-5           | 1910            | † 8 августа 1915         | Затонула, столкнувшись с миной |
| U-14 | U-14 (Брюмер) | Март 1915       | § 1918                   | Захвачена французами и переименована в Curie (Q 87), в составе ВМС Франции служила до 1929 года                                             |
| U-15 | U-10          | 1915            | § 1919                   | Интернирована в Поле (Италия), передана Италии и пущена на слом                                                                             |
| U-16 | U-10          | 1915            | † 17 октября 1916        | Торпедирована итальянским эсминцем «Нембо» (итал. Nembo) и добита глубинными бомбами                                                        |
| U-17 | U-10          | 1915            | § 1919                   | Интернирована в Поле (Италия), передана Италии и пущена на слом                                                                             |
| U-20 | U-20          | 20 октября 1917 | † 6 июля 1918            | Торпедирована итальянской подлодкой. В 1962 году рубка была поднята со дна Адриатического моря и установлена в Вене в Музее военной истории |
| U-21 | U-20          | Август 1916     | § 1919                   | Интернирована в Венеции (Италия) и пущена на слом                                                                                           |
| U-22 | U-20          | Январь 1917     | § 1919                   | Интернирована в Которе (Австро-Венгрия), передана Франции и пущена на слом                                                                  |
| U-23 | U-20          | Октябрь 1916    | † 21 февраля 1918        | Уничтожена итальянским миноносцем «Айроне» (итал. Airone)                                                                                   |
| U-27 | U-27 (UB II)  | Ноябрь 1916     | § 1919                   | Интернирована в Поле (Италия), передана Италии и пущена на слом                                                                             |
| U-28 | U-27 (UB II)  | 1916            | § 1919                   | Интернирована в Венеции (Италия) и пущена на слом                                                                                           |
| U-29 | U-27 (UB II)  | Ноябрь 1916     | x 1919                   | Интернирована в Которе (Австро-Венгрия), во время перевозки во Францию затонула                                                             |
| U-30 | U-27 (UB II)  | Январь 1917     | ? Апрель 1917            | Пропала без вести в Адриатике или Средиземноморье                                                                                           |
| U-31 | U-27 (UB II)  | Март 1917       | § 1919                   | Интернирована в Которе (Австро-Венгрия), передана Франции и пущена на слом                                                                  |
| U-32 | U-27 (UB II)  | Апрель 1917     | § 1919                   | Интернирована в Поле (Италия), передана Италии и пущена на слом                                                                             |
| U-40 | U-27 (UB II)  | Май 1917        | § 1919                   | Интернирована в Венеции (Италия) и пущена на слом                                                                                           |
| U-41 | U-27 (UB II)  | Май 1917        | § 1919                   | Интернирована в Которе (Австро-Венгрия), передана Франции и пущена на слом                                                                  |
| U-43 | U-43 (UB II)  | Август 1917     | § 1919                   | Ранее состояла под именем UB-43 в Кайзерсмарине; интернирована в Которе (Австро-Венгрия), передана Франции и пущена на слом                 |
| U-47 | U-43 (UB II)  | Август 1917     | § 1919                   | Ранее состояла под именем UB-47 в Кайзерсмарине; интернирована в Которе (Австро-Венгрия), передана Франции и пущена на слом                 |

Важные примечания:
- Нумерация арабскими цифрами была утверждена ближе к середине войны, до этого использовались римские цифры. Позднее ввели и индекс U
- В списке отсутствует подводная лодка U-13, чей номер не был выбран по причине распространённости суеверий в личном составе ВМС Австро-Венгрии.
- В отчёте о подводных лодках Австро-Венгрии от 14 августа 1930 указывается начало ввода U-41 в эксплуатацию: май 1917 года. Иные источники утверждают, что это было осуществлено только в начале 1918 года.
- На момент конца войны не были достроены лодки с индексами от 48 до 53 и от 101 до 106.